# Real de Catorce
Real de Catorce är en ort i Mexiko.   Den ligger i kommunen Catorce och delstaten San Luis Potosí, i den centrala delen av landet, 500 km norr om huvudstaden Mexico City. Real de Catorce ligger 2 678 meter över havet och antalet invånare är 1 392.
Terrängen runt Real de Catorce är kuperad österut, men bergig västerut. Runt Real de Catorce är det mycket glesbefolkat, med 4 invånare per kvadratkilometer. Real de Catorce är det största samhället i trakten. Omgivningarna runt Real de Catorce är i huvudsak ett öppet busklandskap.

## Galleri

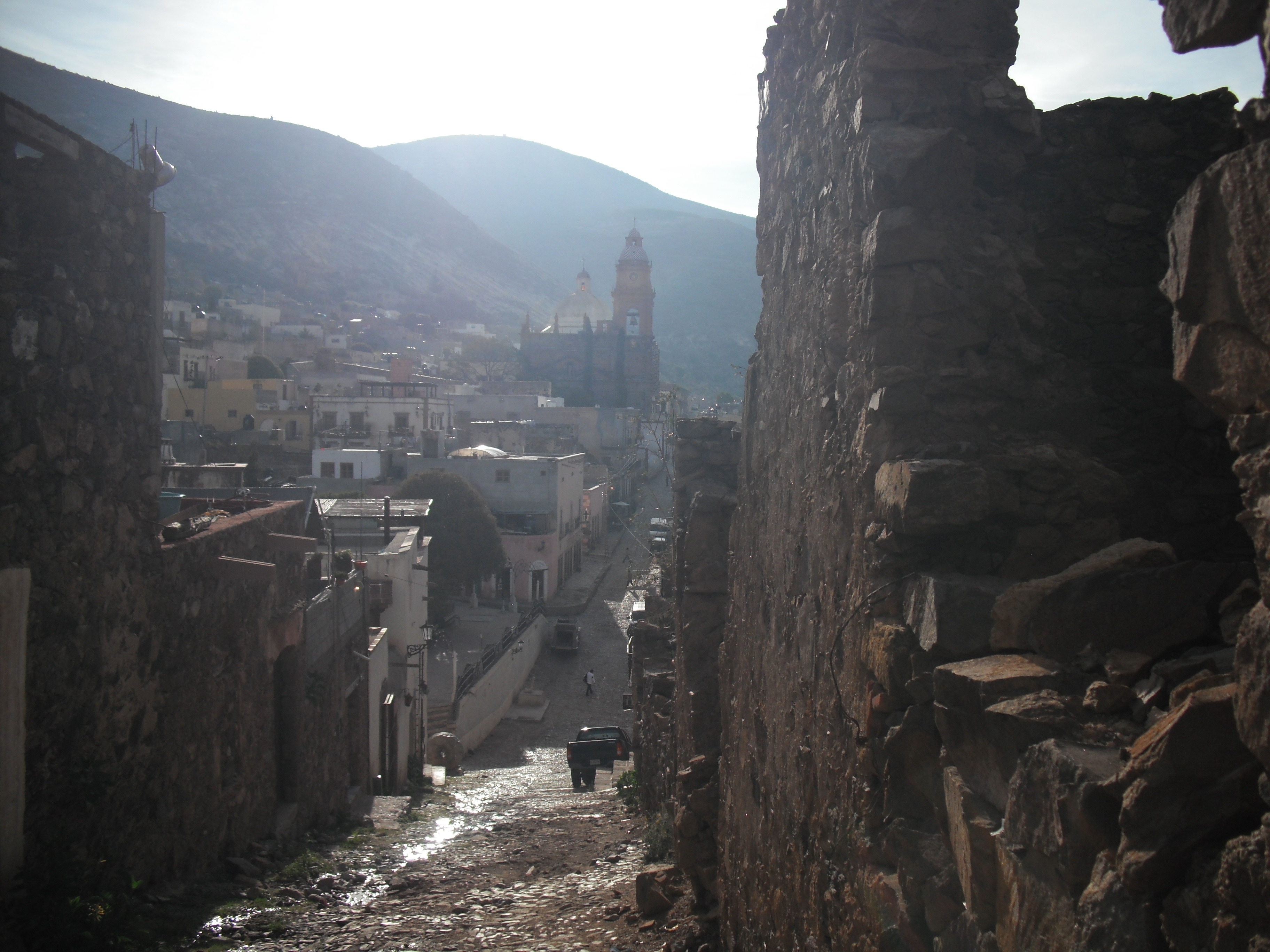
Calle Constitución, huvudgata i staden.
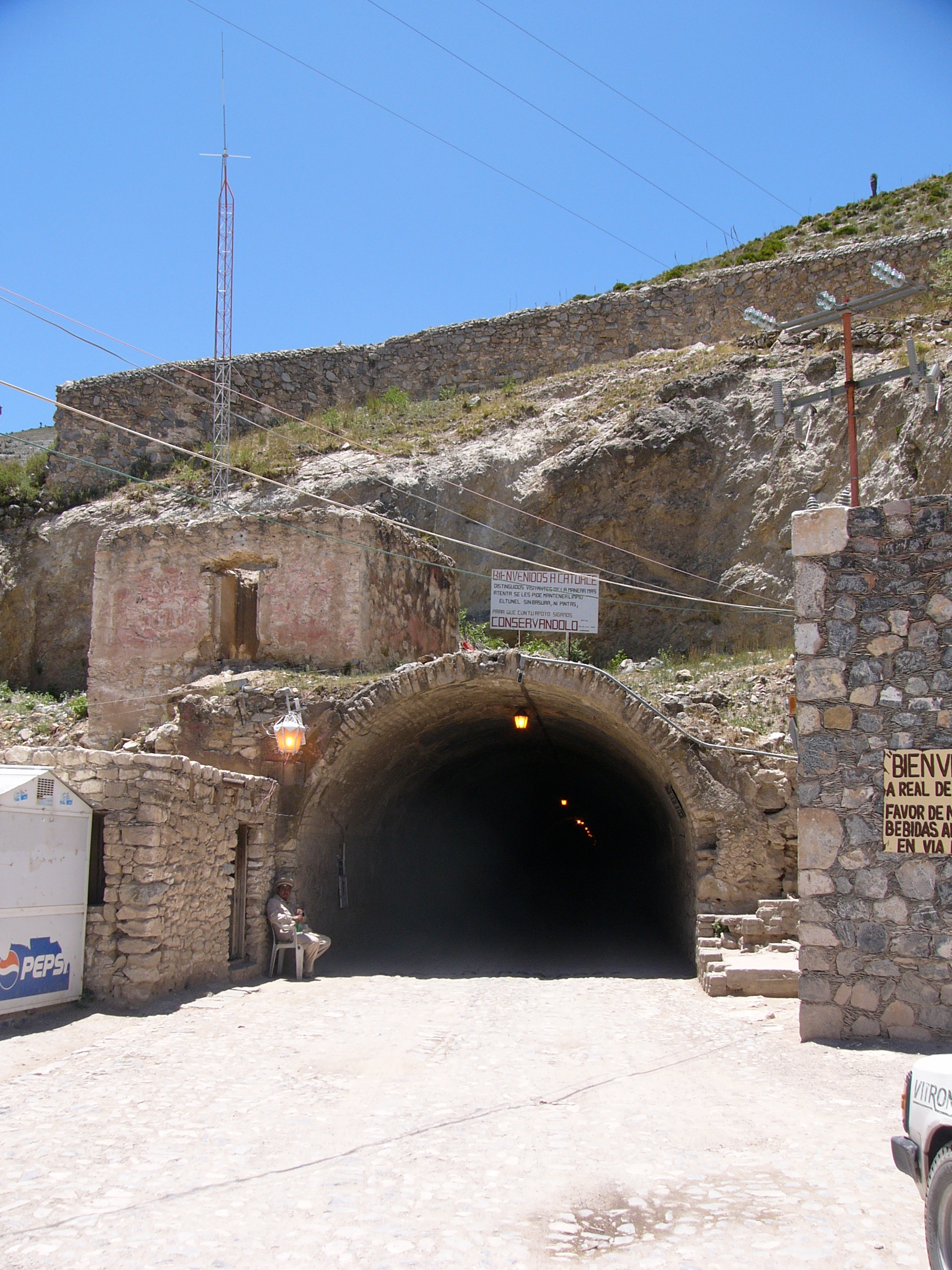
Östra ingången till tunneln vid Real de Catorce.
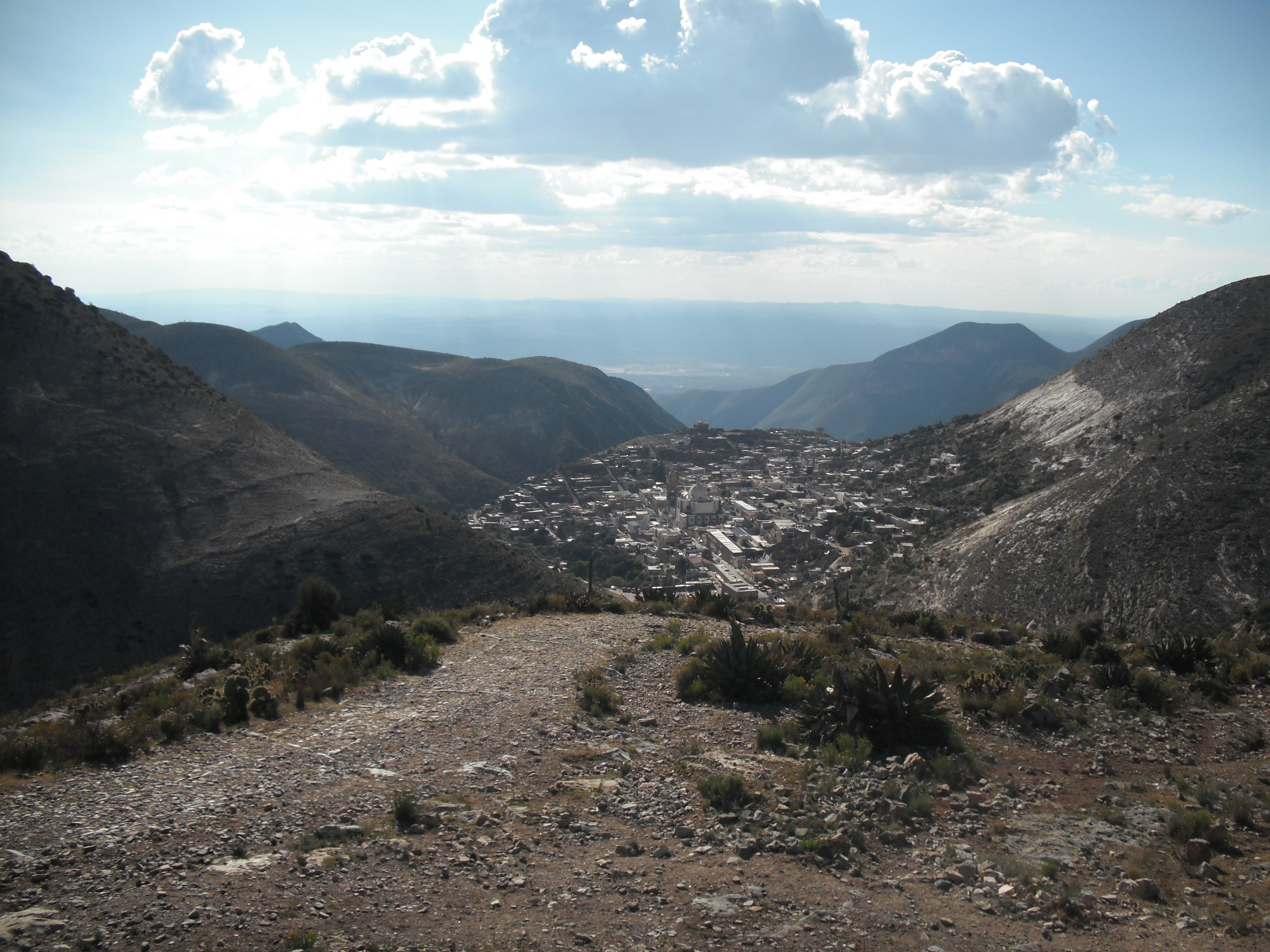
Vy över staden från berget i väster.
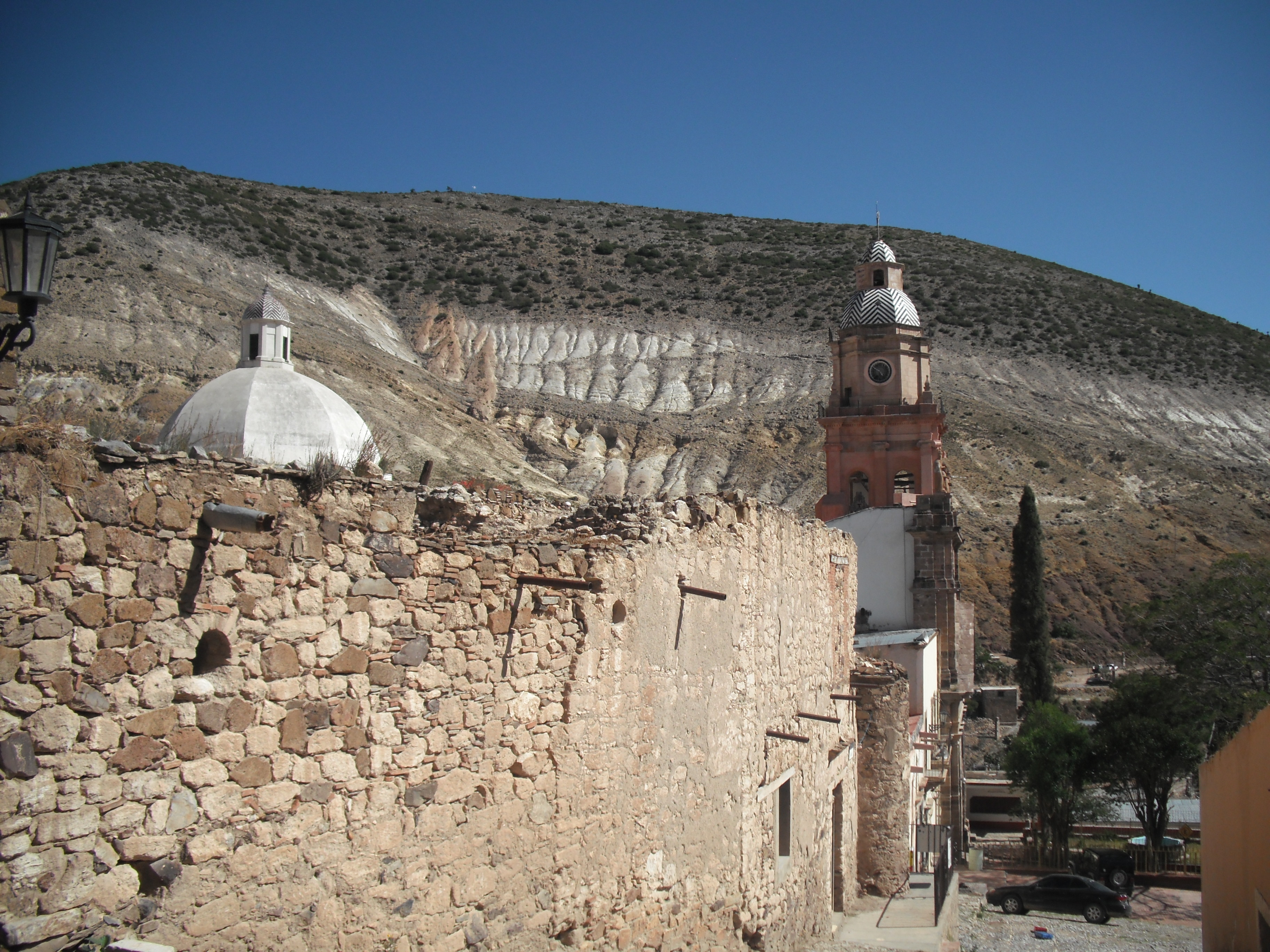
Templo de la Purisima Concepcion.
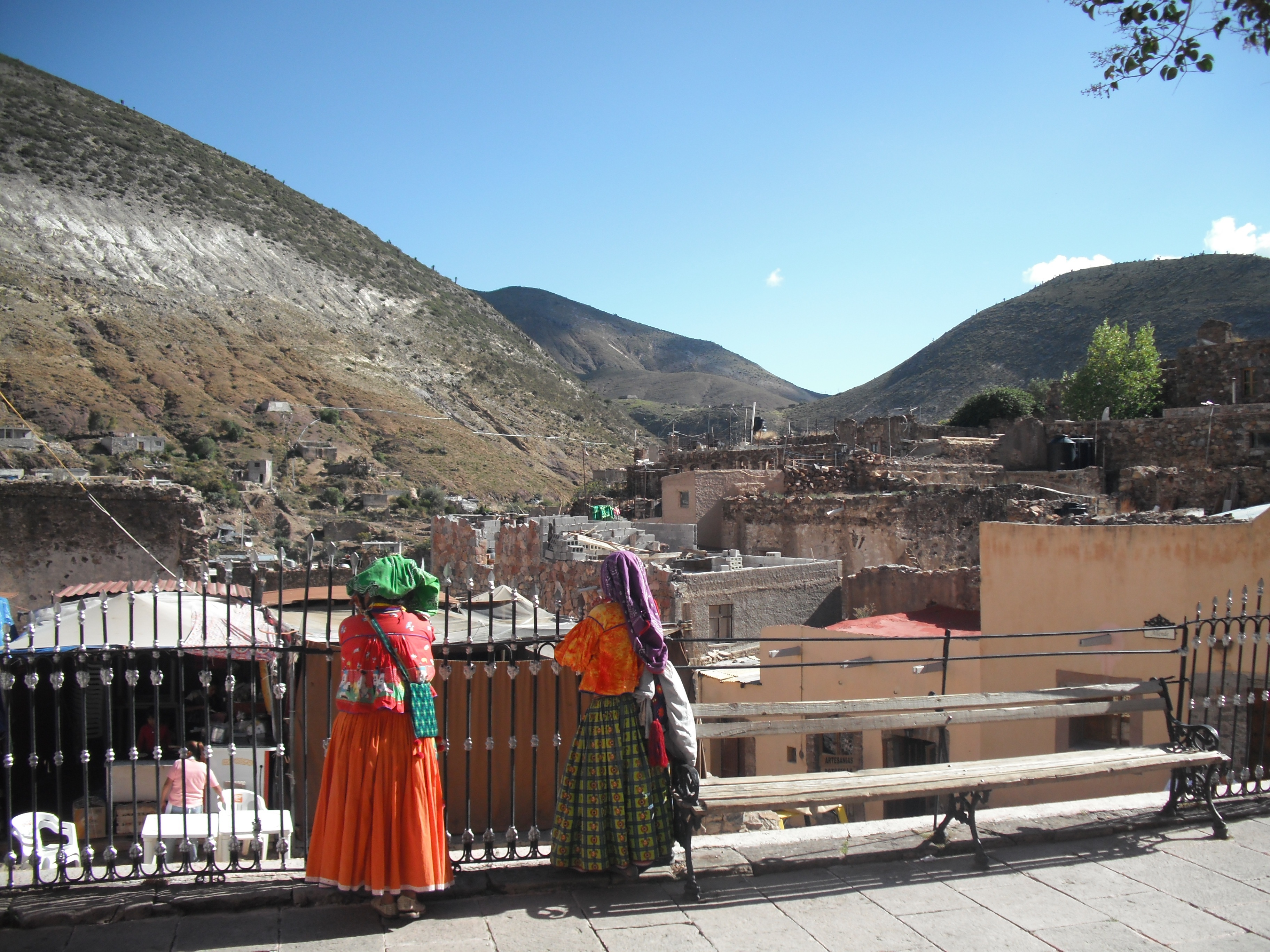
Kvinna från huichol-folket vid Plaza Hidalgo.